# Жупанє Ніве
Жупанє Ніве (словен. Županje Njive) — поселення в общині Камник, Осреднєсловенський регіон, Словенія. Висота над рівнем моря: 484,5 м.